# اندی ماری

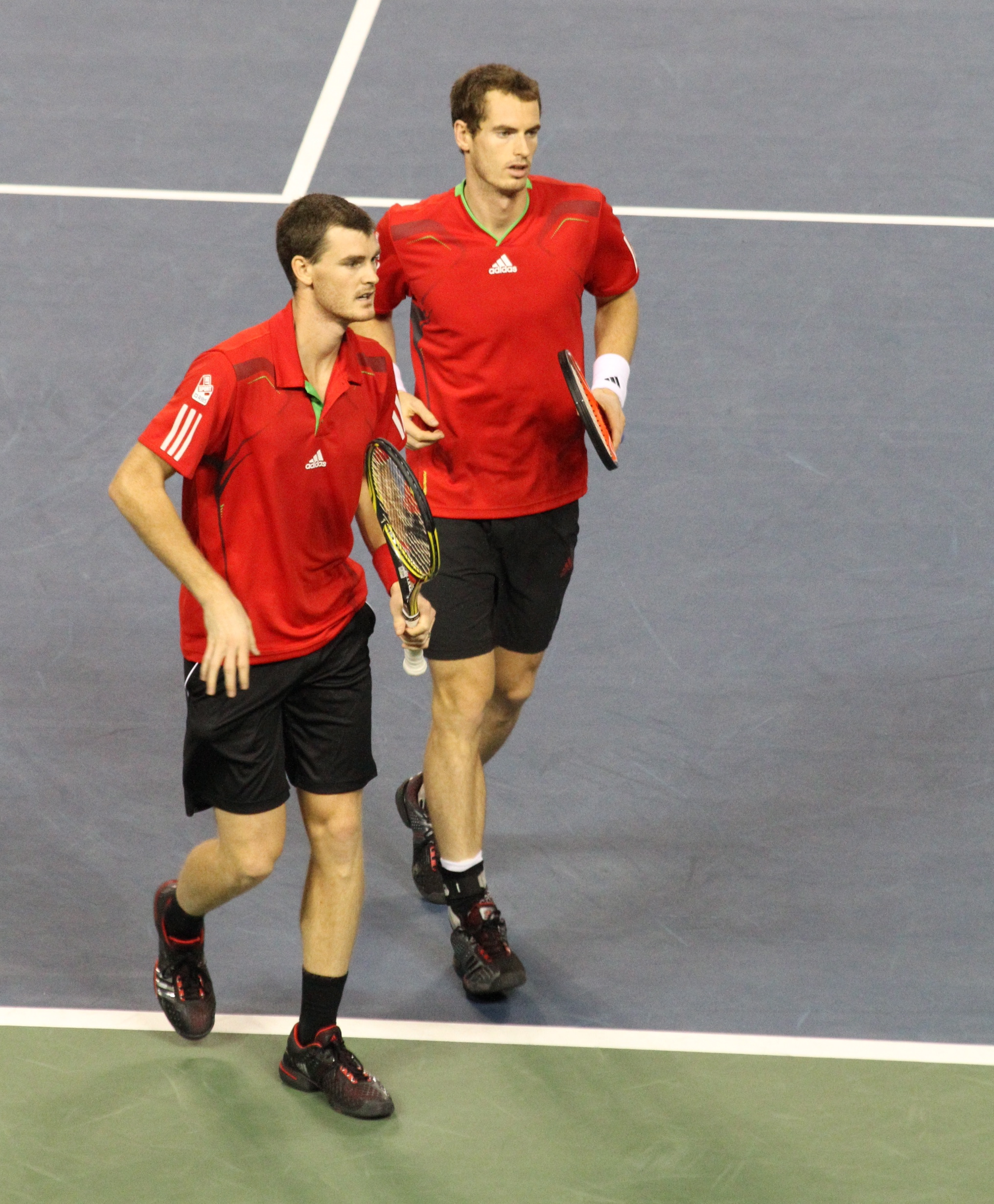
اندی ماری در کنار برادرش (جیمی) در اوپن ۲۰۱۱ ژاپن.

سِر اندرو برن ماری یا اندی مورای (به انگلیسی: Sir Andrew Barron Murray) (زاده ۱۵ مه ۱۹۸۷ میلادی) بازیکن تنیس اهل کشور بریتانیا است.
ماری در مسابقات بین‌المللی مهمی شرکت کرده‌است که می‌توان به کسب قهرمانی در مسابقات تنیس آزاد آمریکا ۲۰۱۲، مسابقات تنیس آزاد ویمبلدون ۲۰۱۳ و کسب مدال طلای تنیس انفرادی بازی‌های المپیک تابستانی ۲۰۱۲ و بازی‌های المپیک تابستانی ۲۰۱۶ و مدال نقره تنیس دونفره بازی‌های المپیک تابستانی ۲۰۱۲ اشاره کرد، بهترین رتبه وی در رتبه‌بندی جهانی تنیس ۱(۷ نوامبر ۲۰۱۶) بوده‌است.

## دوران کودکی
تقریباً سه سال داشت که مادرش راکتی به او هدیه داد، پنج ساله بود که لئون اسمیت مربی سرشناس بریتانیایی دربارهٔ او گفت: تا به‌حال خردسالی مثل اندی ندیده‌ام که این‌گونه مثل جوان‌ها تنیس بازی کند، او در کنار مادرش جودی و برادرش جیمی به فراگیری و تمرین می‌پرداخت. او ۱۹۰ سانتی‌متر قد دارد و دو دست است. اما در بازی‌ها از دست راست خود استفاده می‌کند. اندی تنها ۸ ساله بود که در قتل‌عام شهر دابلین جان سالم به در برد او به همراه خانواده‌اش در ۱۲ سالگی به فلوریدای آمریکا مهاجرت کرد و در آنجا ساکن شد. در دسامبر ۲۰۰۴ وقتی او ۱۷ ساله بود توانست یو اس اوپن نوجوانان را کسب کند. دو هفته پس از آن او برای خود یک عضو گروهی بریتانیایی پیدا کرد تا در جام دیویساتریش شرکت کند. اما او این بازی را ۳ بر ۲ به حریفانش واگذار کرد. در دسامبر همین سال بود که او از سوی شبکه بی‌بی‌سی به عنوان جوانترین شخصیت ورزشی بریتانیا برگزیده شد.

## ۱۹۹۹–۲۰۰۵

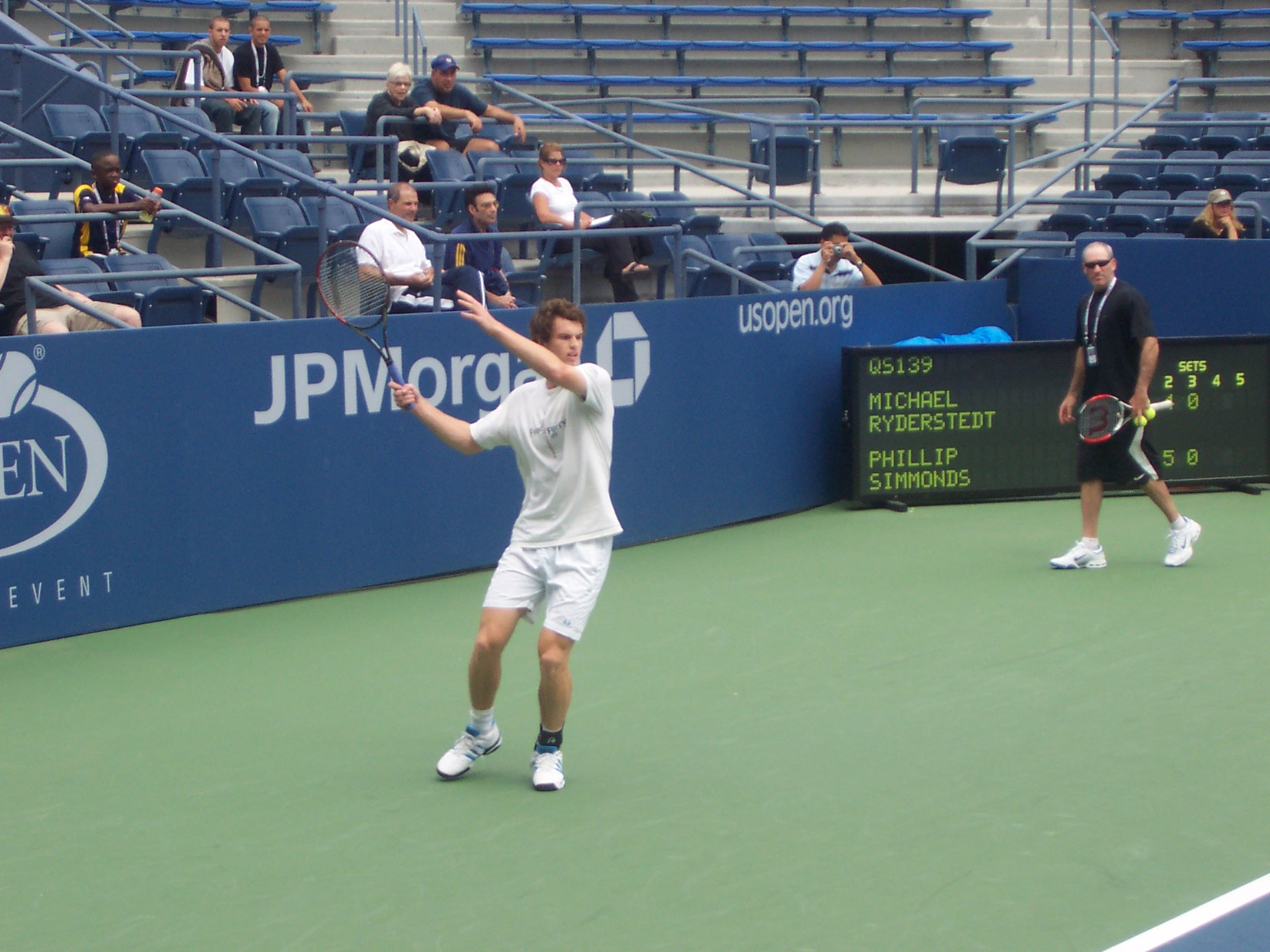
اندی ماری در اوپن آمریکا

در ۱۱ سالگی در اولین رقابت رسمی در سالیهول با برادرش روبرو شد و موفق شد در فینال این رقابت‌ها او را شکست دهد. در ۱۲ سالگی موفقیت دیگری در اورنج بول میامی بدست آورد و به قهرمانی این رقابت‌ها در سطح جوانان رسید. اندی مدت کوتاهی هم به فراگیری فوتبال مشغول شد. اما بعدها با جدی تر شدن آموزش تنیس فوتبال را رها کرد.
۱۵ ساله بود که به بارسلونای اسپانیا رفت و برای مدتی در آنجا زیر نظر امیلیو سانچز و به تمرین و آموزش پرداخت. در همین سال‌ها او به همراه آدری کیناف در رقابت‌های دوبل ال تی اِی نشنال به قهرمانی رسید و همچنین به قهرمانی انفرادی همین مسابقات نیز دست یافت.
در سپتامبر ۲۰۰۳ او اولین قهرمانی خودرا در رقابت‌های سنیور بدست آورد. او بازی در ردهٔ سنیور را تا بیشتر از ماه مه ادامه نداد. در سال ۲۰۰۴ اندی موفق شد با غلبه بر سرگئی استاخوفسکی در رده جوان‌های گرند اسلم یو اس اوپن، قهرمان شود.

## ۲۰۰۵

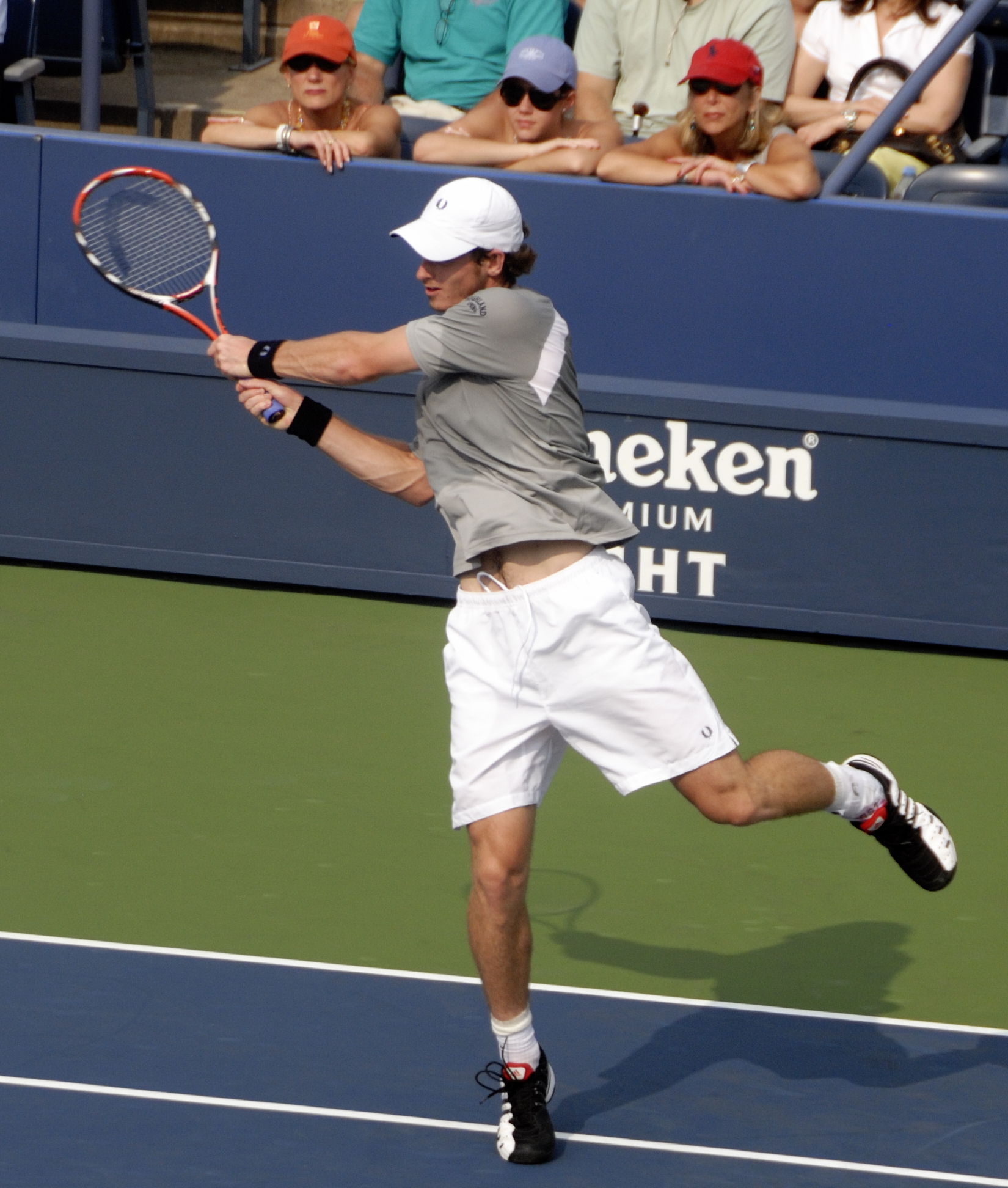
ماری در رقابت‌های اوپن آمریکا

اندی سال ۲۰۰۵ را در حالی آغاز کرد که در ردهٔ ۴۰۷ جهان قرار داشت. در ماه مارس او جوانترین بازیکن بریتانیایی شد که در دیویس کاپ برای کشورش بازی می‌کند. سپس در ماه آوریل از ردهٔ جوانان به حرفه‌ای صعود کرد تا برای اولین بار در رقابت های ای تی پی شرکت کند. او اولین تورنمنت خود در اِی تی پی را در هارد کورت بارسلونا تجربه کر و در اولین دور مغلوب جان هرنیچ شد. در هفته‌های بعد اندی باز هم در ردهٔ جونیور موفق ظاهر شد و توانست تا مرحلهٔ نیمه نهایی رقابت‌های آزاد فرانسه بالا بیاید و در این مرحله مغلوب مارین چیلیچ کروات شد. او در مرحلهٔ یک چهارم پایانی موفق شده بود خوان مارتین دل پوترو را پشت سر بگذارد.
بعد ازآزاد فرانسه او برای رقابت‌های کویینز لندن وایلد کارت تهیه کرد. اما باز هم نتوانست موفقیتی بدست آورد و با وجود بازی درخشانش در دور اول بازی‌ها حذف شد. بلافاصله پس از پایان این رقابت‌ها اندی خودرا برای ویمبلدون آماده کرد. اندی در این رقابت‌ها بسیار درخشان ظاهر شد و توانست در اولین مرحله جورج باستل را از پیش رو بردارد و در دور دوم مقابل رادک استپانکی که آن زمان سید ۱۴ مسابقات بود به پیروزی برسد. در دور سوم اما اندی نتوانست مقابل داوید نعلبندیان به پیروزی برسد و بازی را در ۳ ست واگذار کرد… درگرند اسلم بعدی یعنی یو اس اوپن که اندی یک بار قهرمانی در آن را در ردهٔ جونیور تجربه کرده بود اندی نتوانست از دور دوم بیشتر بالا بیاید.
در اوپن تایلند توانست پس از پشت سر گذاشتن رقیبانی چون رابین سودرلینگ و رابی گینپری در فینال با مرد شماره یک آن زمان یعنی راجر فدرر روبرو شود. گرچه در فینال بازی را به راحتی به حریف واگذار کرد اما این موفقیت سبب شد تا اندی در ۳ اکتبر ۲۰۰۵ جزو ۱۰۰ تنیسور برتر جهان قرار بگیرد. پس از آن اندی در رقابت‌های بازل سوییس هم شرکت کرد و موفقیت چندانی نتوانست کسب کند. او در ۳ ست توانست تیم هنمن انگلیسی مرد برتر تنیس بریتانیای آن دوره را شکست دهد و خود بر جای او بنشیند. به سبب همین موفقیت‌هایش در سال ۲۰۰۵، سالی که اندی طعم تنیس حرفه‌ای را چشید، در پایان سال به عنوان مرد برتر ورزش اسکاتلند از سوی بی‌بی‌سی برگزیده شد. اندی سال ۲۰۰۵ را در رده ۶۴ تمام کرد.

## ۲۰۰۶
اوایل فصل اندی با شکست دادن لیتون هیوئیت مرد شماره ۱۱ در فینال سن خوزه توانست اولین جام اِی تی پی خود را بالای سر ّببرد. پس از آن اندی مثل همیشه در فصل خاک نتوانست موفقیت چندانی بدست آورد. در سینسیناتی ۲۰۰۶ او پس از حذف کردن تیم هنمن توانست مقابل راجر فدرر به پیروزی برسد و در کنار رافائل نادال تنها تنیسوری باشد که راجر فدرر را در سال ۲۰۰۶ شکست داده‌است. در یو اس اما اندی در دور چهارم حذف شد.او سال را در رده ۱۷ به پایان برد.

## ۲۰۰۷
در این سال اندی برای تیم خود و در واقع مهم‌ترین پست در تیم خود یعنی مربی مایلز مک لاگلان را برگزید. در آغاز سال با شروعی خوب توانست تا فینال رقابت‌های اوپن قطر صعود کند اما در فینال و در دو ست پیاپی مغلوب ایوان لیوبیچیچ شد. در اوپن استرالیا اندی تا دور چهارم بازی‌ها صعود کرد و در این مرحله مغلوب رافائل نادال اسپانیایی شد. پس از آن اندی به خوبی توانست از عنوان خود در سن خوزه دفاع کند و با شکست ایوو کارلوویچ در فینال دوباره جام قهرمانی این رقابت‌ها را بدست آورد.

## ۲۰۰۸
ماری در ۲۰۰۸ در جمع ۱۰ تنیسور برتر جهان قرار گرفت. او به عنوان سید ۹ وارد رقابت‌های اوپن استرالیا شد.اما در همان دور اول مغلوب جو ویلفرد سونگا گشت. در همین سال دومین عنوان خود اوپن ۱۳ را بدست آورد. در ویمبلدون او مغلوب نادال شد و در اولین تورنمنتش پس از ویمبلدون یعنی راجرز کاپ هم در مرحلهٔ نیمه نهایی دوباره مغلوب شد. اندی اولین عنوان مسترز خودرا در رقابت‌های مسترز سینسیناتی آمریکا با غلبه بر نواک جوکوویچ بدست آورد. اندی هر دو ست این فینال را در تساوی شکنی به سود خود تمام کرد. در المپیک آن سال در چین در مرحلهٔ اول حذف شد. در فینال اوپن مقابل فدرر هر سه ست را واگذار کرد. در پایان سال اندی در رده ۴ تور ای تی پی خود را به اتمام رساند.

## ۲۰۰۹

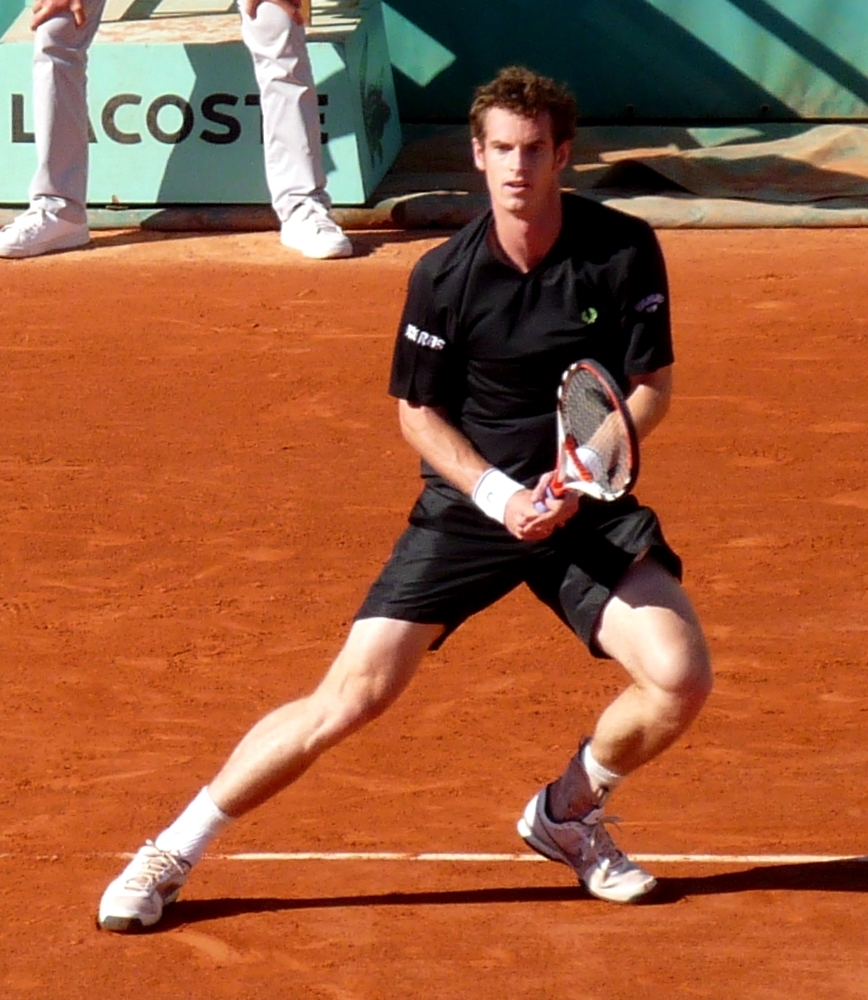
ماری در دور یک چهارم پایانی اوپن فرانسه در سال ۲۰۰۹

اندی در تورنمنت نمایشی ابوظبی مقابل جیمز بلیک و راجر فدرر و رافائل نادال به پیروزی رسید و قهرمان شد. در ادامه او اوپن قطر را هم فتح کرد. پس از آن اندی تا مرحلهٔ چهارم استرالیا بیشتر نتوانست بالا بیاید و در تورنمنت بعدی یعنی ایندین ولز در فینال مغلوب رافائل نادال شد. در فینال میامی نیز جوکوویچ صرب را در هر دوست شکست داد تا مسترزی دیگر در کارنامه‌اش داشته باشد. در تورنمنت کویینز لند توانست قهرمان شود. در غیاب نادال ماری به عنوان سید دوم وارد تورنمنت ویمبلدون شد. او در نیمه نهایی حذف شد. سپس اندی در مونترال خوان مارتین دل پوترو را شکست داد و قهرمان این رقابت‌ها شد. پس از آن در رقابت‌های سینسیناتی مغلوب فدرر شد و از دور مسابقات کنار رفت. اندی در حالی در مسابقات یو اس اپن شرکت کرد که از ناراحتی جزئی مچ دست رنج می‌برد. تا اینکه در مرحلهٔ یک چهارم نهایی مغلوب مارین چیلیچ کروات شد. او سال ۲۰۰۹ را در رده ۲ به پایان رساند.

## ۲۰۱۰
با اینکه در بازی مقابل رافائل نادال در تورنمنت اسپانیا، نادال به دلیل مصدومیت از ادامهٔ بازی انصراف داد اما ماری توانست تا مرحلهٔ فینال به خوبی بالا بیاید. اما راجر فدرر در فینال رقابت‌ها توانست به راحتی از سد اندی ماری بگذرد و قهرمان شود.
فصل خاک برای اندی مانند همیشه موفقیت خاصی نداشت. تا اینکه در رقابت‌های تورنتو ماری با غلبه بر نادال و فدرر توانست قهرمان شود. در یو اس اوپن ماری در دور سوم مغلوب واورینکا شد و از دور مسابقات کنار رفت.

## ۲۰۱۲
اندی در این سال ابتدا در رقابت‌های ۲۵۰ امتیازی بریزبین استرالیا قهرمان شد. در ادامه در اولین گرند اسلم سال در استرالیا به نیمه نهایی رسید و بعد نائب قهرمان تنیس ۱۰۰۰ امتیازی میامی شد. سپس اندی مصدوم شد و در فصل خاک نمایش خوبی نداشت و در دومین گرند اسلم یعنی رولند گاروس به یک چهارم رسید. سپس در مهم‌ترین رقابت تنیس سال در ویمبلدون با شکست برابر فدرر نائب قهرمان شد. اندی ماری در تاریخ پنجم اوت ۲۰۱۲ با صعود به مرحله فینال مسابقات تنیس المپیک، با رقابت با راجر فدرر سوییسی و شکست او، توانست مدال طلای انفرادی مردان را بدست آورد. او همچنین در بخش میکس دوبل همراه با لورا رابسون به مدال نقره رسید. اندی ماه بعد در آخرین گرند اسلم سال در آمریکا با پیروزی برابر نواک جوکوویچ به اولین قهرمانی خود در رقابت‌های گرند اسلم رسید.

## زندگی شخصی
اندی ماری، ستاره تنیس بریتانیایی روز شنبه ۲۲ فروردین با نامزدش کیم سیرز ازدواج کرد.
او قبل از مراسم ازدواج با ماشین خاکستری رنگ تزیین شده به کلیسای قرن دوازدهم در دانبلین اسکاتلند رفت در این مراسم ماری به رسم اسکاتلندی‌ها کت مشکی پوشیده بود و دامن مردانه تارتان به پا داشت.

## تورنمنت‌های مهم

### فینال گرند اسلم‌ها
| نتیجه | سال  | قهرمانی          | سطح      | حریف فینال   | امتیاز کسب شده در فینال |
| ----- | ---- | ---------------- | -------- | ------------ | ----------------------- |
| نتیجه | ۲۰۰۸ | اوپن آمریکا      | هاردکورت | راجر فدرر    | ۲–۶، ۵–۷، ۲–۶           |
| نتیجه | ۲۰۱۰ | اپن استرالیا     | هاردکورت | راجر فدرر    | ۳–۶، ۴–۶، ۶–۷(۱۱–۱۳)    |
| نتیجه | ۲۰۱۱ | اپن استرالیا (۲) | هاردکورت | نواک جوکوویچ | ۴–۶، ۲–۶، ۳–۶           |

## نمودار آماری
| تورنمنت‌های گرند اسلم |     |     |     |      |      |      |      |     |        |       |       |
| اوپن استرالیا        | A   | 1R  | 4R  | 1R   | 4R   | F    | F    | SF  | ۰ / ۷  | ۲۳–۷  | ۷۶٫۶۷ |
| اوپن فرانسه          | A   | ۱R  | A   | 3R   | QF   | 4R   | SF   |     | ۰ / ۵  | ۱۴–۵  | ۷۳٫۶۸ |
| ویمبلدون             | 3R  | 4R  | A   | QF   | SF   | SF   | SF   |     | ۰ / ۶  | ۲۴–۶  | ۸۰٫۰۰ |
| اوپن یو اس           | ۲R  | ۴R  | ۳R  | F    | ۴R   | 3R   | SF   |     | ۰ / ۷  | ۲۲–۷  | ۷۵٫۸۶ |
| برنده–بازنده         | ۳–۲ | ۶–۴ | ۵–۲ | ۱۲–۴ | ۱۵–۴ | ۱۶–۴ | ۲۱–۴ | ۵–۱ | ۰ / ۲۵ | ۸۳–۲۵ | ۷۶٫۸۵ |

## حواشی
او دربارهٔ ملیت خود می‌گوید: قبلاً بارها شنیده بودم به من می‌گویند موری انگلیسی! و من برای تصحیح این اشتباه یک بار به صورت علنی این واقعیت را گفتم که من متولد اسکاتلند هستم! اما بعد از آن شایعه‌سازی دربارهٔ من شروع شد که او ضد انگلیسی است. تا اینکه در مسابقات ملی با قبول پیراهن ملی به همه نشان دادم که خاک من بریتانیاست و هیچ وقت ضد انگلیس نبوده‌ام. فقط دوست دارم برای کشورم بازی کنم